# 김명수 (1875년)

1927년 이완용 1주기를 기리기 위해 출판한 이완용 평전 《일당기사(一堂紀事)》

김명수(金明秀, 1875년 음력 11월 17일 ~ ?)는 초명은 김용수(金龍秀). 자는 자회(子晦), 본관은 연안(延安). 부친은 김준연(金準淵)이고 형은 김회수(金晦秀: 初名 金海秀, 1866~?)이다. 이완용의 처조카이다.
대한제국의 외무 관리 출신으로, 일제 강점기에 조선총독부 중추원의 부찬의를 지냈다.

## 생애
1891년 증광 진사로 임명되면서 관료 생활을 시작했다. 1901년 주(駐) 프랑스공사관 서기생이 된 뒤부터 1905년 주(駐) 프랑스공사관 참서관, 주(駐) 영국공사관 참서관, 대리(代理) 주(駐) 영국공사사무대리 등을 역임했으며, 1906년 외부 폐지로 귀국할 때까지 유럽 지역에서 장기간 외교관으로 근무했다. 1907년 대한자강회 회원, 내각총리대신 비서관을 역임했고, 같은 해에 대한제국 정부로부터 훈4등 태극장을 받았다.
1908년 대한제국 내각 문서과장과 서기관, 문관 보통전형위원, 기호흥학회 본회 회원을 역임했으며, 1909년 이토 히로부미가 안중근에게 저격당했을 때는 이토 히로부미 추도회에 참가했다.
1910년 한일 병합 조약 체결 이후에 조선총독부 중추원 부찬의에 임명되었고, 1912년에는 일본 정부로부터 한국병합기념장을 받았다. 1923년부터 1938년까지 조선총독부 중추원 조사과 촉탁으로 근무했다.
2002년 발표된 친일파 708인 명단, 2008년 민족문제연구소에서 친일인명사전에 수록하기 위해 정리한 친일인명사전 수록예정자 명단, 2006년 친일반민족행위진상규명위원회가 조사 발표한 친일반민족행위 106인 명단에 모두 포함되었다.
이완용의 생질로 그의 비서관을 지낸 가까운 사이였다. 1927년 이완용 1주기를 기리기 위해 출판한 이완용 평전 《일당기사(一堂紀事, "일당"은 이완용의 호)》 편집에 참여했다.

## 같이 보기
- 조선총독부 중추원
- 이완용

## 참고 자료
- 친일반민족행위진상규명위원회 (2006년 12월). 〈김명수〉 (PDF). 《2006년도 조사보고서 II - 친일반민족행위결정이유서》. 서울. 335~339쪽쪽. 발간등록번호 11-1560010-0000002-10. 2007년 10월 10일에 원본 문서 (PDF)에서 보존된 문서. 2007년 6월 22일에 확인함.